# Domènec Talarn
Domènec Talarn i Robot (Barcellona, 1812 – Barcellona, 8 giugno 1902) è stato uno scultore spagnolo. La maggior parte delle sue opere è di spiccato carattere religioso, principalmente rappresentazioni di Santi scolpite su commissione per adornare chiese e cattedrali.

## Biografia
Specializzato nella creazione di figure religiose, ha studiato nella Escuela de la Lonja, dove ha studiato con lo scultore Damià Campeny e dove posteriormente lavorerà come insegnante di altri scultori catalani degni di nota, come Agustín Querol, Joan Roig i Solé e Marià Fortuny i Marsal.
Dopo aver cominciato a scolpire con un forte stile neoclassico, si specializzò a scolpire immagini sacre in stile realista, principalmente per presepi.
È stato socio-fondatore della Società Presepista di Barcellona, città da sempre molto legata alla tradizione natalizia del presepe, nel 1862.